# George McCorkle
George McCorkle (* 11. Oktober 1946 in Chester, South Carolina; † 29. Juni 2007 in Lebanon, Tennessee) war ein US-amerikanischer Musiker und Songwriter. Bekanntheit erlangte er vor allem als Gitarrist der Marshall Tucker Band.

## Leben
McCorkle wuchs als jüngster dreier Brüder in Spartanburg (South Carolina) auf. Nach der Schule und einem mehrjährigen Dienst bei der US Navy, unter anderem an Bord des Schlachtschiffes Iowa, gründete er zusammen mit seinem Freund Toy Caldwell die Band The Toy Factory. 1971 war er, wiederum mit Caldwell, Gründungsmitglied der Marshall Tucker Band, die sich mit ihrem eigenwilligen Stilmix aus Südstaaten-Rock, Country und Jazz schnell einen Namen machte. Für das vierte Album der Band, Searchin’ For A Rainbow (1975), schrieb er den Klassiker Fire on the Mountain, von dem inzwischen unzählige Coverversionen vorliegen.
1984 verließ McCorkle die Band, zog nach Tennessee und arbeitete fortan überwiegend als Songwriter für verschiedene Bands und Solo-Künstler. Er ist unter anderem Co-Autor des Songs Cowboy Blues, den der Country-Sänger Gary Allan 1999 einspielte. Im selben Jahr veröffentlichte McCorkle sein Solo-Album American Street.
Im Juni 2007 erlag er einem Krebsleiden. Er hinterließ seine Frau und einen Sohn.